# Route départementale 164 (Vaucluse)
Pour les articles homonymes, voir Route départementale 164.
La route départementale 164, ou RD 164, est une route départementale vauclusienne reliant Sault via son hameau du Ventouret au sommet du mont Ventoux via le Chalet Reynard. Elle est connue aussi sous le nom de route du Ventouret.

## Historique
Charles Martel (1899-1972), adjoint au maire de Sault et conseiller général du canton, dès 1936, proposa de prolonger le chemin qui desservait le hameau du Ventouret, situé à 1 010 mètres d'altitude, jusqu'au Chalet Reynard pour avoir une voie d'accès directe vers le sommet du mont Ventoux. La Seconde Guerre mondiale mit un terme à ce projet. 
Il fut repris en 1949, par Charles Martel, lui-même, devenu président du conseil général de Vaucluse. Le tracé fut l'œuvre de Marcel Zurbach, et la mise en chantier fut confiée à Célestiin Grimaud, ingénieur des Ponts-et-Chaussée à Carpentras. 
Empruntant la Combe de la Font de Margot et la Combe Brune, la nouvelle route avait 19 km de long et montait vers le Chalet avec une pente de seulement 3, 5 %. Ses travaux furent achevées en un an et elle fut inaugurée le 8 octobre 1950 par Édouard Daladier et Charles Martel.